# Anserimimus
Anserimimus là một chi khủng long, được Barsbold mô tả khoa học năm 1988.